# Чайка Іван
Іван Чайка (22 травня 1892, с. Стрільче, нині Городенківська міська громада, Івано-Франківська область — 18 грудня 1960, м. Садбері, Канада) — український військовий діяч, сотник, командир 10-ї бригади УГА.

## Життєпис

Іван Чайка в цивільному

Народився 22 травня 1892 року в селі Стрільче (нині Городенківська міська громада, Івано-Франківська область) в селянській родині. Закінчив народну школу в рідному селі і продовжив навчання у Коломийській гімназії. Згодом навчався в учительській семінарії в Заліщиках та Віденському університеті, який закінчив у 1915 році.
Під час Першої світової служив у 24-му Коломийському цісарському піхотному полку, брав участь в боях на сербському та італійському фронтах. За хоробрість відзначений ступенем поручника та призначений командиром сотні в цьому полку.
Під час «Листопадового зриву» в місті Городенка організував бойову чоту і перебрав владу в місті, військовий командант міста та повіту. 
В УГА командир 3-го куреня 5-ї Сокальської бригади УГА. Брав участь у визволенні м. Теребовля під час Чортківської офензиви.
З 23 червня 1919 року підвищений до сотника. Перебував у складі УГА під час боїв на території УНР, короткий час очолював 10-ту бригаду УГА У складі групи армії під командуванням генерала Кравса перейшов влітку 1920 до Чехословаччини. 
У 1925 році емігрував до Канади. Був власником книгарні у Вінніпегу, а згодом у Садбері. Після Другої світової займався фермерством біля містечка Грімсбі. Помер 18 грудня 1960 в Садбері, а похований на католицькому цвинтарі «Holy Cross» на півночі Торонто. 